# 신은총
신은총(1993년 12월 18일 ~ )은 대한민국의 뮤지컬 배우다. 2019년 뮤지컬 <1976 할란카운티4>로 데뷔했다.

## 방송
- 팬텀싱어 4 (2023) - Top20(18위)

## 수상
- 제7회 DIMF 대학생 뮤지컬 페스티벌 남자연기상 (2013)